# Bernabé Zapata Miralles
Bernabé Zapata Miralles, né le 12 janvier 1997 à Valence, est un joueur de tennis espagnol, professionnel depuis 2014.

## Carrière
Bernabé Zapata Miralles est vice-champion d'Europe junior en 2015.
Fin 2019, il est finaliste du Challenger de Hambourg. L'année suivante, il perd en finale à Todi puis s'impose à Cordenons.
En 2021, il se qualifie pour le tournoi de Dubaï et bat John Millman au premier tour. Lors du tournoi de Barcelone, il accède au 3e tour après la disqualification de Fabio Fognini. Peu après, il remporte le tournoi de Heilbronn puis se qualifie pour les Internationaux de France où il est battu par Carlos Alcaraz. En août, il s'impose à Poznań puis atteint le second tour à l'US Open.
En 2022, il se distingue à Roland-Garros en sortant des qualifications puis en éliminant le 14e mondial Taylor Fritz au second tour (3-6, 6-2, 6-2, 6-3). Il enchaîne en écartant John Isner et se qualifie pour les huitièmes de finale (4-6, 6-3, 4-6, 7-65, 3-6).
Il est finalement battu par Alexander Zverev en 3 sets. Il atteint la semaine suivante son meilleur classement ATP en entrant dans le top 100 à la 97e place.
Fin février 2023, il bat à Rio de Janeiro deux de ses compatriotes, Jaume Munar (6-3, 7-5) et Albert Ramos-Viñolas (6-2, 2-6, 6-4) ainsi que l'Argentin Francisco Cerúndolo (6-1, 4-6, 6-1) pour arriver en demi-finale. Il est alors battu par le Britannique tête de série numéro deux Cameron Norrie (2-6, 6-3, 6-7). 

## Parcours dans les tournois duGrand Chelem

### En simple
| Année | Open d'Australie | Open d'Australie  | Internationaux de France | Internationaux de France | Wimbledon       | Wimbledon        | US Open         | US Open            |
| ----- | ---------------- | ----------------- | ------------------------ | ------------------------ | --------------- | ---------------- | --------------- | ------------------ |
| 2021  | Q1               | Serhiy Stakhovsky | 1er tour (1/64)          | Carlos Alcaraz           | 1er tour (1/64) | Cristian Garín   | 2e tour (1/32)  | F. Auger-Aliassime |
| 2022  | Q1               | Dmitry Popko      | 1/8 de finale            | Alexander Zverev         | 1er tour (1/64) | Jack Sock        | 1er tour (1/64) | Tommy Paul         |
| 2023  | 1er tour (1/64)  | Karen Khachanov   | 1er tour (1/64)          | Diego Schwartzman        | 1er tour (1/64) | T. M. Etcheverry | 2e tour (1/32)  | Novak Djokovic     |
| 2024  | 1er tour (1/64)  | Jiří Lehečka      | Q2                       | Francesco Maestrelli     | Q2              | Mattia Bellucci  | —               | —                  |

N.B. : à droite du résultat se trouve le nom de l'ultime adversaire.

### En double messieurs
| Année | Open d'Australie                                                                   | Open d'Australie                                                                  | Internationaux de France | Internationaux de France | Wimbledon                                                                            | Wimbledon | US Open                                                                       | US Open |
| ----- | ---------------------------------------------------------------------------------- | --------------------------------------------------------------------------------- | ------------------------ | ------------------------ | ------------------------------------------------------------------------------------ | --------- | ----------------------------------------------------------------------------- | ------- |
| 2022  | —                                                                                  | —                                                                                 | —                        | —                        | —                                                                                    | —         | 1er tour (1/32) A. Ramos \|\| style="text-align:left;" \| A. Behar G. Escobar |         |
| 2023  | 1er tour (1/32) A. Ramos \|\| style="text-align:left;" \| B. McLachlan Y. Nishioka | 1er tour (1/32) A. Ramos \|\| style="text-align:left;" \| Ariel Behar A. Pavlásek | —                        | —                        | 1er tour (1/32) R. Carballés \|\| style="text-align:left;" \| Ivan Dodig A. Krajicek |           |                                                                               |         |

N.B. : le nom du partenaire se trouve sous le résultat ; le nom des ultimes adversaires se trouve à droite.

## Parcours dans lesMasters 1000
| Année | Indian Wells        | Miami                 | Monte-Carlo           | Madrid                     | Rome                | Canada              | Cincinnati | Shanghai              | Paris |
| ----- | ------------------- | --------------------- | --------------------- | -------------------------- | ------------------- | ------------------- | ---------- | --------------------- | ----- |
| 2022  | —                   | —                     | 1er tour A. de Minaur | —                          | —                   | —                   | —          | n.o.                  | —     |
| 2023  | 1er tour U. Humbert | 1er tour R. Carballés | 1er tour B. Bonzi     | 1/8 de finale S. Tsitsipás | 3e tour D. Medvedev | 1er tour B. Shelton | —          | 1er tour B. Nakashima | —     |
| 2024  | 1er tour F. Fognini | —                     | —                     | —                          | —                   | —                   | —          | —                     | —     |

N.B. : sous le résultat se trouve le nom de l’ultime adversaire.

## Classements ATP en fin de saison
| Année          | 2014 | 2015 | 2016 | 2017 | 2018 | 2019 | 2020 | 2021 | 2022 | 2023 | 2024 |
| Rang en simple | 1041 | 584  | 407  | 300  | 311  | 202  | 150  | 120  | 72   | 80   | 271  |
| Rang en double | 1342 | 813  | 1254 | 1079 | 857  | 849  | 760  | 921  | 574  | 880  | –    |

Source : (en) Classements de Bernabé Zapata Miralles sur le site officiel de la Fédération internationale de tennis